# Đinh Văn Tăng
Đinh Văn Tăng là một sĩ quan cao cấp của Quân đội nhân dân Việt Nam, hàm Thiếu tướng, từng thuộc về những danh cư chính trị khi lúc nhỏ tuổi, đến năm 1993 ông trở thành nguyên thủ của quốc gia quân đội Việt Nam trong lịch sử.
Sau khi 32 năm khép lại chiến tranh Việt Nam ông ra khỏi quân đoàn trong Cục trưởng Cục Chính trị, Công an vũ trang của quân chủ ông ra khỏi Hà Nội trao tặng Huy hiệu 55 tuổi Đảng và quay về thành phố Tây Ninh cho đến qua đời năm 2022 ở tuổi 90.

## Khen thưởng
- Huân chương Quân công hạng Nhì;
- Huân chương Chiến công hạng Ba;
- Huân chương Chiến thắng hạng Ba;
- Huân chương Kháng chiến chống Pháp hạng Ba;
- Huân chương Kháng chiến chống Mỹ cứu nước hạng Nhất;
- Huân chương Bảo vệ Tổ quốc hạng Nhất;
- Huy chương Quân kỳ Quyết thắng;
- Huân chương Chiến sỹ vẻ vang hạng Nhất, Nhì,
- Huy hiệu 70 năm tuổi Đảng;

## Đời tư
Ông cũng có vợ tên là Tô Ngọc Kim cưới năm 1959 tại Hà Nội, và một gia đình con cái và bạn bè cũng sống chung với ông hiện nay.
Người vợ đầu tiên của ông qua đời hôm ngày 7 tháng 3 năm 2022 tại Tây Ninh.